# Megaselia agnata
Megaselia agnata är en tvåvingeart som beskrevs av Schmitz 1926. Megaselia agnata ingår i släktet Megaselia och familjen puckelflugor.
Artens utbredningsområde är Taiwan. Inga underarter finns listade i Catalogue of Life.